# Перезапись (музыка)
Перезапись в музыке это запись, сделанная после нового исполнения музыкального произведения. Чаще всего, но не исключительно, это запись популярного исполнителя или группы. Она отличается от переиздания, которое подразумевает второй или последующий выпуск ранее записанного музыкального произведения.
Перезаписи часто производятся спустя десятилетия после выхода оригинальных записей, как правило, на более выгодных для артистов условиях. Это особенно характерно для артистов, изначально согласившихся на контракты, которые сегодня считаются несправедливыми и эксплуататорскими. Когда перезаписи выпускаются по более новым контрактам, артисты могут получать гораздо более высокие гонорары за использование в фильмах, рекламных роликах и трейлерах к фильмам. Другие артисты перезаписывают свои работы по творческим причинам. Джефф Линн из Electric Light Orchestra выпустил сольный альбом с новыми версиями предыдущих хитов, таких как «Mr. Blue Sky», оригинал которого Линн назвал «не совсем тем, что я хотел сказать». Некоторые исполнители, такие как Def Leppard и Тейлор Свифт, перезаписывали свою музыку из-за споров со своими лейблами; перезаписи Свифт имели огромный успех, как в критическом, так и в коммерческом плане.

## Контракты на запись
Контракты на запись — это способ юридического признания права собственности на звукозаписи. Контракты на запись часто заключаются между артистом и звукозаписывающей компанией и оговаривают условия, касающиеся роялти, прав на исполнение и стоимости записи. Мотивация перезаписи музыки часто связана с юридическим правом собственности на музыку и тем, что это право может принести артисту финансовую выгоду, особенно если первоначальные условия контракта были невыгодны с финансовой точки зрения. Существуют различные типы контрактов на запись, и новая модель, предусматривающая выплату артисту длительной оплаты за ограниченное право собственности на его музыку, становится популярной среди таких известных артистов, как Мадонна. Эта новая модель часто рассматривается как более справедливая по отношению к артистам, особенно в финансовом отношении. Интернет также предоставил артистам больше возможностей для заключения более справедливых контрактов на запись или даже самостоятельного издания музыки непосредственно на потоковых платформах. В качестве объяснения того, почему контракты на запись часто рассматриваются как невыгодные, но необходимые для того, чтобы избежать финансовых потерь со временем, предлагается элемент риска, связанный с лейблами и начинающими артистами.
Несмотря на то, что контракты на запись заключаются между артистом и звукозаписывающей компанией, они часто предполагают владение правами на конкретные записи музыки, как в случае с Тейлор Свифт. Свифт подписала контракт со своим первым звукозаписывающим лейблом Big Machine Records в 2005 году, когда она ещё не считалась совершеннолетней, и выпустила шесть альбомов в рамках этого контракта. В 2018 году срок действия ее контракта истек, и она подписала контракт с новым лейблом UMG. Через год Big Machine Records был продан, и мастер-записи первых шести альбомов Свифт последовали за продажей, в результате чего Свифт пришлось перезаписывать эти альбомы. Аналогичный контрактный спор со звукозаписывающей компанией можно наблюдать у Принса. Он не мог владеть своими мастер-записями, поэтому пошел на то, чтобы изменить свое имя на символ и попытался выпустить музыку под ним в надежде, что мастер-записи этих альбомов будут принадлежать ему, если его имя не будет Prince. Это не сработало, но в 2014 году звукозаписывающая компания вернула Принсу его мастер-записи после того, как он провел публичную кампанию, посрамив их. Принс был одним из первых артистов, использовавших Интернет для выпуска музыки без участия звукозаписывающих компаний. Используя Интернет для контроля над выпуском своей музыки, Принс вдохновил других артистов задуматься о том, как они хотят выпускать свою музыку, особенно в условиях договорных баталий, вплоть до перезаписи музыки.

## Авторское право на музыку
Авторское право на музыку — это защита записанного музыкального произведения от воспроизведения и использования без разрешения исполнителя или правообладателя. В отличие от авторского права на фильмы, авторское право на музыку распространяется на автора музыкального произведения и на звук, содержащийся в музыке, а не на движущиеся изображения. Это означает, что другой человек или машина могут воспроизводить музыкальное произведение без нарушения авторских прав, если при этом не используется оригинальная запись. Это особенно актуально для перезаписи музыки, поскольку позволяет исполнителям записывать ту же песню позже в виде более новой версии или специального издания и владеть этим правом независимо.
С развитием Интернета авторское право на музыку оказалось под угрозой и было вынуждено адаптироваться. Цифровой ландшафт изменил способы распространения музыки и ее стоимость, что привело к музыкальному пиратству, поставившему под угрозу законность и контроль, которые правообладатели имеют над своей музыкой. Пиратство позволило распространять музыку одним нажатием кнопки без какой-либо денежной оплаты. Это заставило законы об авторском праве адаптироваться к таким обстоятельствам, как пиратство, чтобы защитить интеллектуальную собственность исполнителя. Авторское право на музыку может предоставить исполнителю свободу лицензирования и перезаписи, однако оно постоянно подвержено уязвимостям, связанным с развитием технологий.

## История перезаписи музыки

### Стереоперезаписи
В конце 1950-х — начале 1960-х годов огромную популярность приобрели стереофонические или hi-fi записи, а к концу 1960-х годов звукозаписывающие компании постепенно полностью отказались от монофонических записей. Поскольку до этого момента записи делались и издавались в одноканальном монофоническом формате, некоторые исполнители перезаписывали наиболее известные песни, чтобы их можно было приобрести в новом стереоформате. Иногда эти артисты перезаписывали свой материал для одного и того же лейбла, как, например, Джун Кристи, чей альбом 1955 года Something Cool был полностью перезаписан в стерео для Capitol Records в 1960 году, или Рэй Коннифф, который в 1969 году записал стереоверсию песни «S’Wonderful», записанную им для Columbia в моно формате в 1956 году. Также в конце 1950-х годов ряд танцевальных коллективов (в том числе оркестры Томми Дорси, Гарри Джеймса, Бенни Гудмена, Арти Шоу и другие) выпустили стереоперезаписи своих наиболее известных песен для различных лейблов.
Одной из самых коммерчески успешных стереоперезаписей стала песня Томми Эдвардса «It’s All In The Game». Оригинальная (моно) версия Эдвардса 1951 года достигла 18-го места в рейтинге Billboard Records Most Played by Disk Jockeys от 15 сентября 1951 года. К 1958 году у Эдвардса оставалась всего одна сессия по контракту с MGM, и было решено записать стереоверсию «It’s All in the Game», чтобы иметь стереомастер наиболее хорошо запомнившейся записи артиста. Перезаписанное исполнение было выпущено в качестве сингла в июле 1958 года и стало хитом, достигнув первого места в течение шести недель, начиная с 29 сентября 1958 года, сделав Эдвардса первым афроамериканцем, занявшим первое место в чарте Billboard Hot 100. В ноябре песня заняла первое место в чарте UK Singles Chart.

### The Everly Brothers
В 1960 году The Everly Brothers покинули лейбл Cadence Records, на котором они записали ряд хитов в 1957—1960 годах. Одним из первых шагов, предпринятых ими на новом лейбле Warner Brothers, была перезапись новых версий наиболее популярных песен Cadence. Новые версии песен Cadence были объединены с их первыми хитами на лейбле WB в новый альбом «Greatest Hits», выпущенный на WB. Перезаписав свою музыку, The Everly Brothers создали прецедент, который и сегодня широко используется в контрактах на запись. Чтобы избежать подобной ситуации в будущем, в большинстве контрактов с крупными лейблами указывается, что артист не имеет права перезаписывать свою музыку в течение пяти лет с момента первой записи или трех лет после окончания контракта с артистом.

### Тейлор Свифт
Ярким примером того, как музыканты перезаписывают свои произведения, является американская певица Тейлор Свифт. Когда в 2005 году Свифт подписала контракт со своим предыдущим лейблом Big Machine, она лишилась права собственности на свои записи. Свифт была подростком, когда она подписала право собственности на мастер-записи, и с тех пор выражает чувство обиды и разочарования, поскольку считает, что ее музыка должна принадлежать ей. Юристы посоветовали Свифт начать процесс перезаписи своих старых альбомов и выпустить их в новом виде, поскольку она больше не связана с Big Machine. После того как американский бизнесмен Скутер Браун приобрел Big Machine (а вместе с ней и право собственности на мастер-записи) после перехода Свифт в Republic Records, она объявила, что перезапишет свои первые шесть студийных альбомов. Это совпало с выходом ее седьмого студийного альбома Lover (2019), первого, мастер-записи которого принадлежат ей. Исходя из собственного опыта, Свифт выступает за то, чтобы артисты владели своей музыкой и знали о невыгодных для них договорных условиях. Ее спор с Big Machine и Брауном получил широкую огласку и вызвал дискуссию в индустрии об этике, правах музыкантов и интеллектуальной собственности.
В апреле 2021 года Свифт выпустила свой первый перезаписанный альбом Fearless (Taylor’s Version), представляющий собой перезапись ее второго альбома Fearless (2008). Он стал первым в истории перезаписанным альбомом, дебютировавшим на вершине Billboard 200. Поскольку ее предыдущие записи были проданы Брауном, перезаписи могли потенциально обесценить продажи предыдущих записей.
За альбомом последовал Red (Taylor’s Version), перезапись ее четвертого альбома Red (2012), вышедшая 12 ноября 2021 года.
Еще два перезаписанных альбома были анонсированы во время тура Eras Tour: Speak Now (Taylor’s Version), который был выпущен 7 июля 2023 года, и 1989 (Taylor’s Version), который был выпущен 27 октября 2023 года.

### Def Leppard
Def Leppard считали, что они не получают адекватного вознаграждения за цифровые версии своих альбомов и песен, а также полагали, что артист должен получать такие же отчисления от цифровых копий, как и от физических копий проданных CD и виниловых пластинок. Группа заявила, что она вернула деньги, причитающиеся ее лейблу UMG, и что изменения, внесенные в ее контракт на запись в течение многих лет, дали ей уникальную возможность контролировать через процесс утверждения способ продажи и распространения своей музыки.
Группа считает, что ее звукозаписывающий лейбл обошелся с ней несправедливо, поэтому, стремясь восстановить свою власть, она решила перезаписать свои популярные хиты и выпустить их в цифровом виде, чтобы обеспечить себе справедливую долю прибыли по сравнению с той, которую лейбл был готов предложить ей в ходе переговоров. Группа назвала эти перезаписи «forgeries» («подделками»), и первыми были выпущены две ее самые популярные песни «Pour Some Sugar on Me» и «Rock of Ages», которые они перезаписали в своей собственной домашней студии. Эти песни принесли группе более 40 тыс. долларов только за счет продаж через Интернет, а возможность их использования в рекламе, на телевидении и в кино рассматривается как один из вариантов дальнейшего извлечения прибыли из перезаписанного материала.